# Monument op de schietbaan Berkum

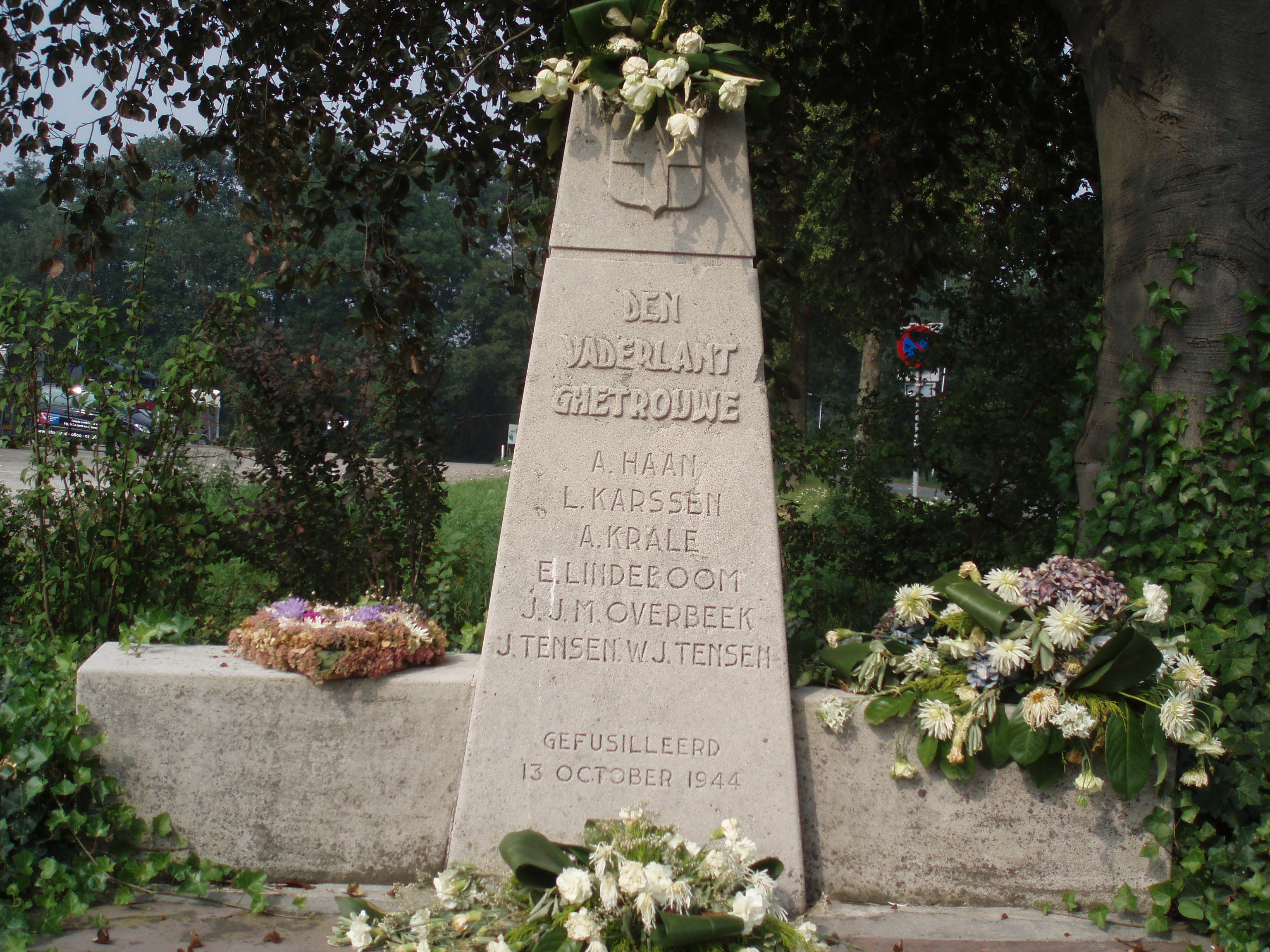
Het monument met bloemen

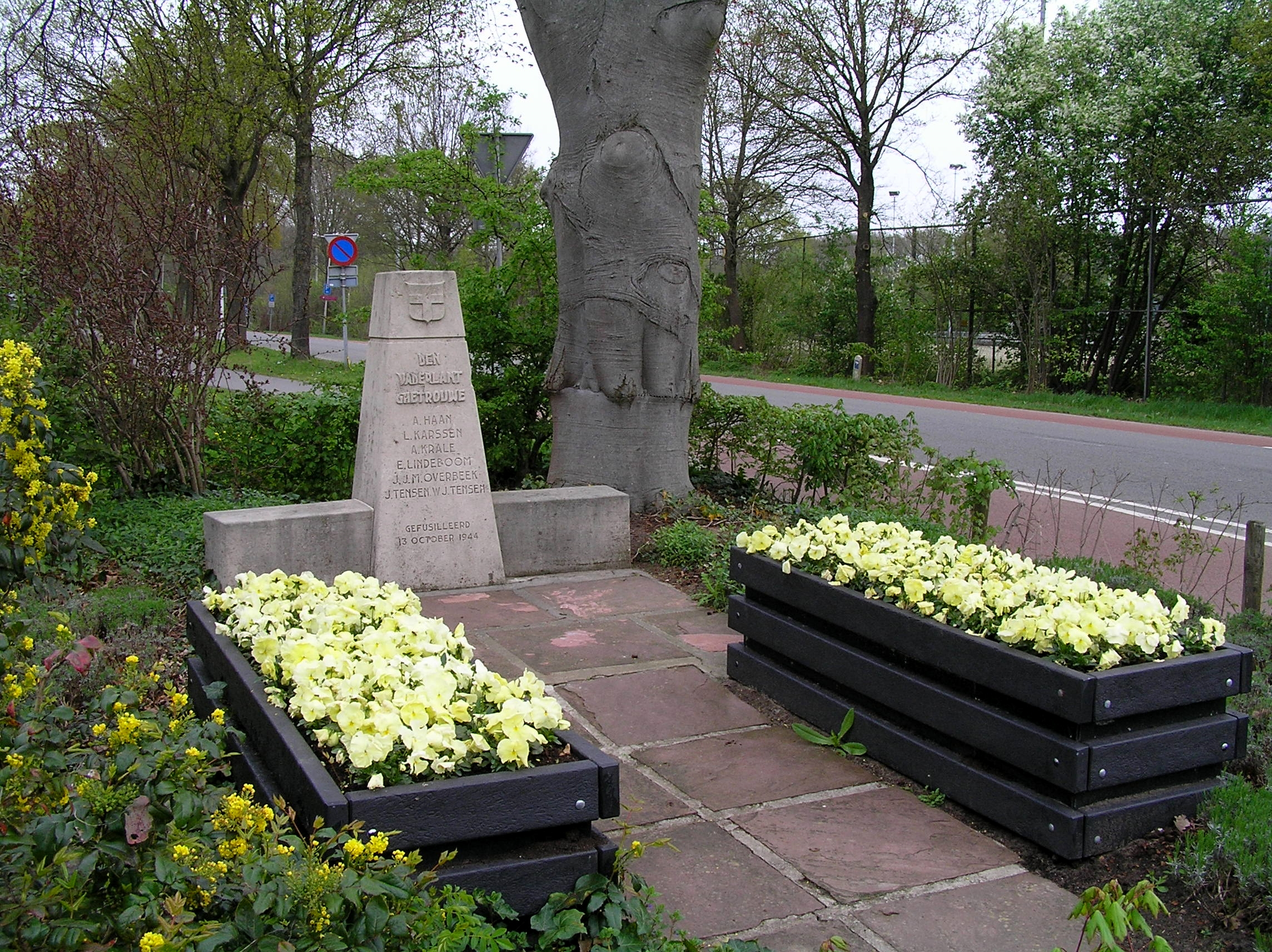

Monument op de schietbaan Berkum is een monument aan de Haersterveerweg in Zwolle dat is opgericht ter nagedachtenis aan zeven burgers die op 13 oktober 1944 zijn gefusilleerd als represaille voor een verzetsdaad.

## Tekst
De tekst op de zuil luidt:
DEN VADERLANT GHETROUWE
A. HAAN
L. KARSSEN
A. KRALE
E. LINDEBOOM
J.J.M. OVERBEEK
J. TENSEN W.J. TENSEN
GEFUSILLEERD
13 OCTOBER 1944

## Bijzonderheden
- Het ontwerp is van H. Mastenbroek en J.H. de Herder en is uitgevoerd door Steenhouwerij G. Beernink en Zn.[1]
- Het monument is geadopteerd door de OBS Campherbeekschool en PCBS De Duyvencamp.
- Jaarlijks wordt er op 13 oktober een herdenking gehouden bij het monument.